# Tim Bakens
Tim Bakens (* 2. November 1982 in Groesbeek) ist ein ehemaliger niederländischer Fußballspieler.

## Fußballerkarriere
Tim Bakens debütierte als Profifußballer in der Saison 2001/02 bei De Graafschap und brachte es in seiner ersten Spielzeit bereits auf 25 Einsätze. In der Folgesaison (21 Einsätze) stieg das Team in die zweite Division ab. Bakens leistete mit 30 Einsätzen und beachtlichen sechs Toren einen erheblichen Beitrag zum direkten Wiederaufstieg. Die Saison 2004/05 verpasste Bakens komplett aufgrund einer Knieverletzung. Er verlängerte den auslaufenden Vertrag nicht und wechselte 2005 zum RKC Waalwijk, wo er drei Spielzeiten blieb (davon eine in der zweithöchsten Liga). Die kommenden Saison verbrachte er beim FC Volendam, zu welchem er nach einem halbjährigen Intermezzo bei Sparta Rotterdam wieder zurückkehrte.
Im Sommer 2010 wechselte Tim Bakens ablösefrei in die Schweiz zum FC St. Gallen.